# Klenak (Nikšić)
Pour les articles homonymes, voir Klenak.
Klenak (en serbe cyrillique: Кленак) est un village de l'ouest du Monténégro, dans la municipalité de Nikšić.

## Démographie

### Évolution historique de la population[1]
| 1948 | 1953 | 1961 | 1971 | 1981 | 1991 | 2003 |
| ---- | ---- | ---- | ---- | ---- | ---- | ---- |
| 607  | 682  | 737  | 624  | 411  | 226  | 156  |